# Sztaszeasz
Sztaszeasz (Kr. e. 1. század) görög filozófus
A peripatetikus iskola követője volt. Hosszabb ideig Rómában élt, ahol közeli barátságban állt Marcus Pupius Pisóval és Ciceróval. Ő volt az első peripatetikus filozófus, aki Rómában tanított. Cicero felsorolja néhány munkájának címét, de a művekből még töredékek sem maradtak fenn.[forrás?]